# Basket News America
Pour les articles homonymes, voir BAM.
Basket News America (BAM) est un magazine mensuel français consacré au basket-ball américain et plus particulièrement à la NBA.

## Historique
Basket News America a été créé en octobre 2008 à la suite de la fusion de MVP Basket et Basket News.
Le dernier numéro est le 46 paru en mars 2013.[réf. souhaitée]